# Zabranjeni grad
Zabranjeni grad je naziv za nekadašnju carsku palaču kineskih dinastija Ming (1368. – 1644.) i Qing (1644. – 1911.), a danas muzej koji se prostire se na više od 720.000 m², sastoji se od 890 zgrada i ima 9.999 prostorija u samom središtu Pekinga, glavnom gradu Kine.
Zabranjeni grad, koji se nalazi sjeverno od trga Tienanmen i do koga se dolazi prolaskom kroz istoimenu kapiju, UNESCO je proglasio Svjetskom kulturnom baštinom 1987. godine, zajedno s Carskom palačom u Shenyangu .

## Povijest
| A. Meridijanska vrata B. Vrata velikog mira C. Zapadna vrata slave D. Istočna vrata slave E. Kutni tornjevi F. Vrata vrhunskog sklada G. Palača velikog mira | H. Dvorana za vojne prijeme J. Dvorana književne slave K. Tri južne palače L. Palača božanske čistoće M. Carski vrt N. Dvorana misaonog rasta O. Palača mirne dugovječnosti |

Izgradnja Zabranjenog grada započela je 1406. godine. Bilo je potrebno 14 godina i oko 200.000 radnika da bi se kompleks završio. Kamen se vadio iz Fangshana, predgrađa Pekinga, a 20.000 seljaka je bilo potrebno da premjeste samo jedan ogromni kameni cilindar preko u zimskim mjesecima; naime, inženjeri su stvorili ogroman ledeni put prolijevajući vodu na smrznuto tlo, i tisuće konja je izvuklo kamen preko leda do centra u Pekingu. Drvo je čak bilo i teže da se presele. Divovska stabala u provinciji Sichuan bile su potrebne za glavnu dvoranu, ali je utvrđeno da su prevelika da se presele. Radnici su morali čekati da obilne kiše speru trupce u rijeku, gdje su ih brodari vozili u Veliki kanal, odakle su plutali na sjever u Peking i dotegljeni na prostor palače.
Zabranjeni grad, koji je, tijekom pet stoljeća bio sjedište 24 vladara - 14 iz dinastije Ming i 10 iz dinastije Ćing, prestao je biti politički centar Kine 1912. godine kada je posljednji kineski car Pu Yi abdicirao.
Od 1925. godine, Zabranjeni grad je muzej, a dio njegove kolekcije umjetnina dinastija Ming i Qing se nalazi u Nacionalnom muzeju palače u Taipeiju (Tajvan) gdje su odnešene tijekom Kineskog građanskog rata.

## Odlike
Zabranjeni grad je vrlo formalno mjesto, gotovo je simetrično i hijerarhijski uređeno tako da se sve važne zgrade pružaju kroz središte u smjeru sjever-jug (Feng Shui). Građevine Zabranjenog grada u potpunosti utjelovljuju umjetničke značajke i stil drevne kineske arhitekture, i može se nazvati remek-djelom kineske, pa čak i svjetske, povijesti arhitekture. Palača velikog mira (G), Dvorana srednjeg sklada i Dvorana očuvanja sklada (koji čine vanjsku palaču gdje je car imao svoju vrhovnu vlast nad nacijom), a građevine Unutarnje palače (L) gdje je carska obitelj živjela, stoje u liniji od juga prema sjeveru na središnjoj osi. U skladu s geomancijom, glavna vrata (A) su na jugu, a sjeverna (B) su "zaštićena" umjetnim brdom uglja.
Od modernog ulaza na vratima T'ien-an posjetitelj prolazi kroz vrata Tuan prema sjeveru i dolazi do Meridijanskih vrata (Wu Men) koja vode u Vanjsku palaču. Pet mramornih mostova premošćuju ogranak opkopa koji presijeca sljedeće veliko dvorište. Slijede impozantna Vrata velikog mira (T'ai-ho Men, F) koja su ulazni paviljon u glavno dvorište. Zapadni dio glavne vratarnice povezan je s galerijom, pobočnim paviljonom, od kojih počinju nizovi soba koje okružuju dvorište s istoka i zapada. Palača velikog mira (T'ai-ho Tien, G), najimpresivnija od svih, je mjesto gdje je car primao činovnike, a podignuta je mramornom podnožju s tri razine koje se nastavlja oko dviju stražnjih dvorana koje su se upotrebljavale za carevo odijevanje i odmor. Iza njih se nalaze unutarnja dvorišta carske rezidencije.
Zabranjeni grad je kombinacija opeke i mramora s drvenim stupovima i raskošnim konzolama, stubištima i balustradama koji su pretrpani raskošnim, šarenim i zamršeno klesanim i rezbarenim ornamentima. Mramorne balustrade dodane su tijekom obnove za dinastije Ming, a pozlaćene lavove čuvare, simbole snage i vlasti, postavio je car Ch'ien Lung. Arabeske u obliku oblaka na kapitelima stupova oponašaju ornamente mramornih balustrada. Glasoviti „Zmajev zid“ je najveći ukras od olovom pocakljene keramike, koja je posebna grana keramike iz vremena dinastije T'ang.
- Sjeverna "Vrata božanske moći"
- Meridijanska vrata
- Sjeverozapadni kut
- Palača vrhovnog mira
- Palača božanske čistoće
- Kip ždrala u Zabranjenom gradu

## Vanjske poveznice
- Službena stranica
- Fotografski obilazak Zabranjenog grada  Arhivirana inačica izvorne stranice od 13. ožujka 2007. (Wayback Machine)